# Britanska vzhodnoindijska družba
Britanska vzhodnoindijska družba (British East India Company; tudi English East India Company, East India Company, John Company) je bila ena prvih delniških družb. 31. decembra 1600 je družba od kraljice Elizabete I. dobila neomejena pooblastila za celotno trgovino z Indijo, pa tudi za območje celotne Jugovzhodne Azije ter Vzhodne Azije (predvsem Kitajske). 
Britanska vzhodnoindijska družba je trgovala večinoma z bombažem, svilo, indigo barvo, solitrom, čajem in opijem. Prav tako je bila lastnica velikih posestev v Indiji, imela na razpolago veliko lastno vojaško silo, ki jo je izkoriščala pri uveljavljanju svojih trgovskih interesov. Njena oblast v Indiji je trajala vse do leta 1858, ko se je britanska krona zaradi dogodkov med indijsko vstajo leta 1857 odločila za direktno administrativno upravo Indije. Družba je razpadla leta 1874, po dekretu indijske vlade.